# Halványkék pötty

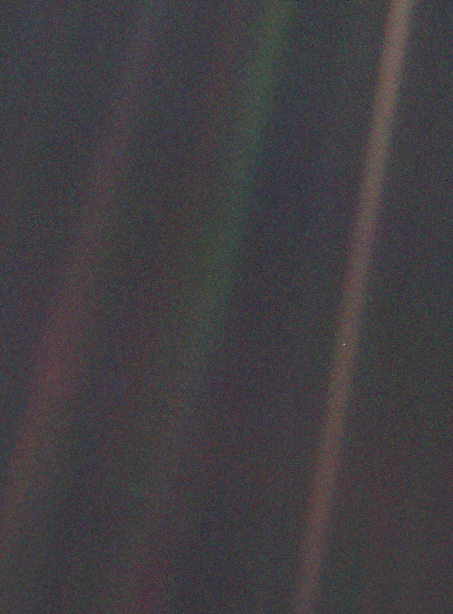
6 milliárd kilométer távolságból nézve Földünk csak egy apró pont (a kékesfehér folt a kép jobb oldalán, körülbelül a barna sáv közepén).

A Halványkék pötty című fénykép Földünket ábrázolja a végtelen űrben. A képet a Voyager–1 űrszonda 1990-ben készítette rekordtávolságból, 6 milliárd kilométerről. Az ötlet és a névválasztás Carl Sagan nevéhez fűződik, aki ugyanezzel a címmel könyvet is írt 1994-ben. 2001-ben a fénykép bekerült a Space.com weboldal legjobb tíz űrtudománnyal kapcsolatos képe közé.

## A fénykép
A Voyager–1-et 1977. szeptember 5-én bocsátották fel. Sagan szorgalmazta, hogy az űrszonda fotót készítsen a Földről, amikor eléri a legelőnyösebb pontot a Naprendszer szélén. Miután 1990. február 14-én az űrszonda befejezte elsődleges küldetését, a NASA parancsot adott a szondának, hogy kameráját a Naprendszer belseje felé fordítva készítsen felvételeket a bolygókról. A Voyager 1990. február 14-e és 1990. június 6-a között visszaküldött képei közül egy a Földet ábrázolta: egy „halványkék pöttyöt” a szemcsés fotón.

A zöld ovális mutatja a Voyager 1 körülbelüli helyzetét a fénykép készítésekor

Sagan híressé vált könyvében a kép készítése idején, a szonda és a Föld távolságát 6 milliárd kilométerre becsüli. A NASA Jet Propulsion Laboratory laboratóriumának HORIZONS rendszere az alábbi távolságot állapította meg a Voyager és a Föld között az adott napokon.
| Mértékegység           | 1990. február 14. | 1990. június 9.  |
| ---------------------- | ----------------- | ---------------- |
| Csillagászati egység   | 40,4722269111071  | 40,6835761263791 |
| Kilométerre átszámolva | 6 054 558 968     | 6 086 176 360    |
| Mérföldre átszámolva   | 3 762 136 324     | 3 781 782 502    |

A fotó kis látószögű kamerával, kék-, zöld- és ibolyaszín szűrőkkel készült, 32 fokkal az ekliptika síkja felett. A kis látószögű kamerák a nagy látószögűekkel ellentétben egy adott terület részletes fényképezésére alkalmasak. A Föld felett átívelő fénysávot az optikában szóródó napsugár okozta, mivel a kép készítésekor a Nap és Föld kis szögben látszottak egymáshoz képest. A Föld mérete kisebb mint egy képpont - a NASA állítása szerint „csak 0,12 képpont méretű”.

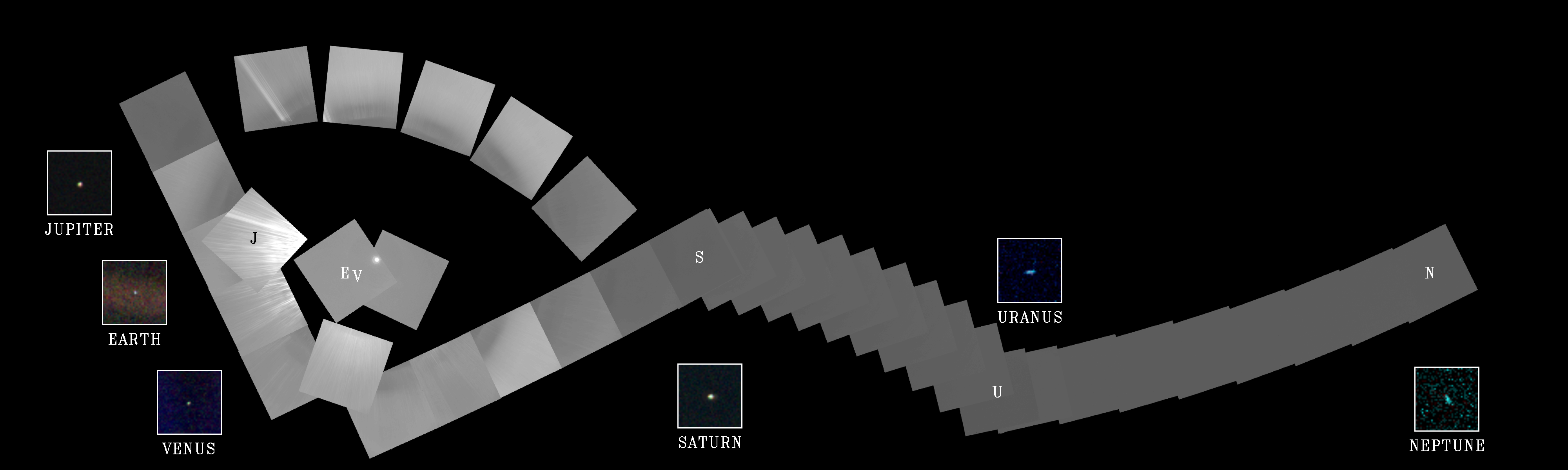
A Voyager 1 által készített „családi portré” a Naprendszerről

A Voyager további hasonló képeket is készített a Vénusz, Jupiter, Szaturnusz, Uránusz és Neptunusz bolygókról, így portrét alkotva a Naprendszerről. A Merkúr túlságos közelsége a Naphoz megakadályozta hogy fénykép készüljön róla, továbbá a Mars sem volt látható a lencse számára a napfény hatása miatt. A NASA 60 kiválasztott fotóból mozaikot állított össze, melynek a Családi portré címet adta.

## Sagan megjegyzései
1996. május 11-én egy beszédében Sagan megosztotta a fényképpel kapcsolatos mélyebb gondolatait:
|  | „Nézzenek ismét arra a pontra. Az itt van. Az otthonunk. Azok mi vagyunk. Ott van mindenki, akit szeretnek, mindenki, akit ismernek, mindenki, akiről valaha hallottak, az összes emberi lény, aki létezett. Az összes örömünk és szenvedésünk, vallások, ideológiák és gazdasági dogmák ezreinek magabiztossága, minden vadász és növényevő, minden hős és gyáva, minden civilizáció alkotója és lerombolója, minden király és paraszt, minden szerelmes fiatal, minden apa és anya, reménnyel teli gyermek, feltaláló és felfedező, minden erkölcs oktatója, minden korrupt politikus, minden „szupersztár”, minden „legfőbb vezér”, fajunk történelmének összes szentje és bűnös személye ott élt - azon a porszemcsén a napsugárban függve. A Föld csak egy nagyon apró színpad a hatalmas kozmikus arénában. Gondoljanak a folyókat megtöltő vérre, melyet a tábornokok és császárok ontottak ki dicsőségben és diadalban, hogy ők lehessenek a pillanatnyi urai eme pont töredékének. Gondoljanak a végtelen kegyetlenségekre, amit a pont egyik oldalának lakosai okoztak a másik sarok tőlük alig különböző lakosainak, hogy milyen gyakoriak a félreértések, hogy mennyire erős a gyilkolási vágy, hogy mennyire heves a gyűlölet. Az alakoskodás, az elképzelt önnön fontosságunk, a lázálom, hogy valamiféle kiemelt helyünk van a Világegyetemben, mindez kérdőre vonható ennek a fakó fénynek tükrében. Bolygónk egy magányos pötty a mindent körülölelő kozmikus sötétségben. Az ismeretlen homályában, mindezen hatalmas térben, semmi utalás nincsen arra, hogy valahonnan segítség érkezhet, ami megmentene minket önmagunktól. Jelenleg a Föld az egyetlen, mely képes szállást adni az életnek. Semmi más nincsen, legalábbis a közeljövőben, ahova fajunk áttelepülhet. Látogatni, igen. Letelepedni, még nem. Szeretik vagy sem, ebben a pillanatban a Föld az a tér, ahol helyt kell állnunk. Úgy tartják, hogy a csillagászat alázatosságra nevelő és jellemfejlesztő tapasztalat. Talán nincsen jobb mód bemutatni az emberi beképzeltség ostoba mivoltát, mint ez a távoli kép az apró világunkról. Számomra ez kiemeli annak felelősségét, hogy kedvesebben bánjunk a másikkal, hogy megtartsuk és ápoljuk eme halványkék pöttyöt, az egyedüli otthonunkat, melyet valaha ismertünk.” |
|  | |

## Megjelenés a médiában

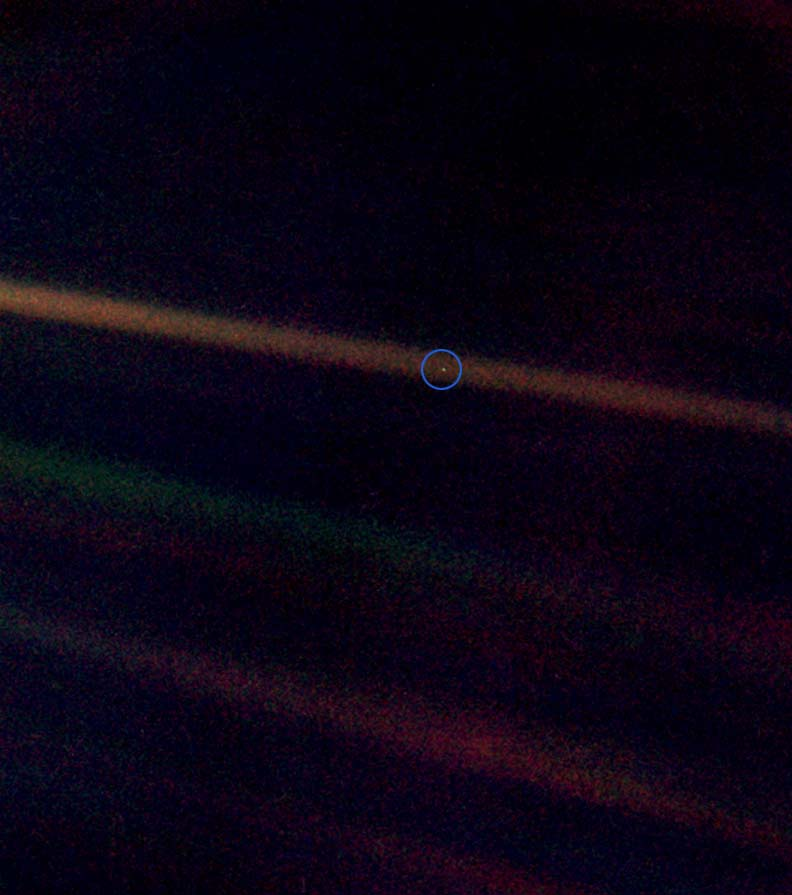
Sagan rámutat arra, hogy "minden ember történelme azon az apró képponton történt, mely az egyetlen otthonunk."

Davis Guggenheim 2006-os dokumentumfilmje, a Kellemetlen igazság a végén feltűnik a „Halványkék pötty” fotó. Gore felhasználta a képet a prezentációjában, hogy aláhúzza a véleményét, mely szerint a globális felmelegedés súlyos probléma, saját szavaival felelevenítve Carl Sagan állítását: „ez mindenünk”.

## Lásd még
- Túlélés az űrben
- Földkelte
- A Föld helye a Világegyetemben
- Kék üveggolyó
- Családi portré

## Fordítás
- Ez a szócikk részben vagy egészben  a   Pale Blue Dot című angol Wikipédia-szócikk ezen változatának fordításán alapul.  Az eredeti cikk szerkesztőit annak laptörténete sorolja fel. Ez a jelzés csupán a megfogalmazás eredetét és a szerzői jogokat jelzi, nem szolgál a cikkben szereplő információk forrásmegjelöléseként.

## Külső hivatkozások
- Sagan's rationale for human spaceflight Article about Carl Sagan and Pale Blue Dot
- Spaceflight or Extinction: Carl Sagan Excerpts from Pale Blue Dot
- A new picture of Earth taken through the rings of Saturn by the Cassini spacecraft on September 15, 2006. Cassini's most popular photo.
- Carolyn Porco's opening speech on Pangea Day, May 10, 2008 Carolyn Porco discusses Cassini's image of Earth and introduces a film based on Sagan's 'Pale Blue Dot' on Pangea Day
- BookTalk.org: discuss Carl Sagan's Pale Blue Dot with other readers
- Carl Sagan's Pale Blue Dot: A Greener, Less Anthropocentric Envisioning. YouTube - A short film narrated by Carl Sagan (40 min extended version)
- We Are Here: The Pale Blue Dot. YouTube — a film by David Fu
- JPL's HORIZONS - on-line solar system data and ephemeris computation service